# ووسکرسنکا
ووسکرسنکا (به لاتین: Voskresenka) یک منطقهٔ مسکونی در روسیه است که در سرزمین آلتای واقع شده‌است.